# Magnus Svenungsson
Magnus Svenungsson, född 1965, är en svensk journalist.

## Biografi
Svenungsson är (2018) anställd på Sveriges Television och var under perioden 2007–2018 en del av redaktionen för Uppdrag Granskning.
Svenungsson belönades med Stora journalistpriset 1998 för avslöjandet av den så kallade skrotkassan på Alingsås tvätteri, och blev nominerad till Stora Journalistpriset 2008 för avslöjandet "Its not my business" om svartstädning på våra hamburgerrestauranger. Han fick Föreningen grävande journalisters utmärkelse Guldspaden 2003 för avslöjande av fiffel med EU-bidrag och 2008 för "its not my business" om städarna på Sveriges hamburgerrestauranger. Han avslöjade Ingvar Kamprads och Ikeas avancerade företagsstruktur där royalty-pengar slussades till den hemliga stiftelsen Interogo foundation i Liechtenstein, som familjen Kamprad kontrollerade.  
Svenungsson har tillsammans med Jens Littorin (Dagens Nyheter) skrivit boken Matchfixarna - hotet mot nationalsporten.  

### Familj
Magnus Svenungsson är son till prosten och hovpredikanten Sven-Arne Svenungsson (1943-2005) och barnbarn till riksdagsmannen Arne Svenungsson (Högerpartiet) (1914-1997).